# آکادمی نروژی ادبیات و آزادی بیان
آکادمی نروژی ادبیات و آزادی بیان (به نروژی: Det Norske Akademi for Litteratur og Ytringsfrihet) یا آکادمی ادبیات آزادی بیان یک نهاد نروژی که توسط کانت اودگارد در سال ۲۰۰۳ بنیان شده‌است. هدف آن ترویج درک ادبیات آزادی بیان و فرهنگ‌های دیگر به خودمان است. اعضای آن پژوهشگران خارجی و نروژی شاملِ نویسنده، سیاستمدار و روزنامه‌نگاران است.

## جایزه بیورنسون
انجمن سالانهٔ جوایزِ بین‌المللی، پاداشی شامل ۱۰۰٬۰۰۰ کرون فیات (تقریباً ۱۲٬۵۰۰€) به این منظور اختصاص داده‌است.

دریافت‌کنندگان جایزه:
- ۲۰۰۴ Vivian Fouad و Samir Morcos برای ارتقاء سطح روابط میان مسلمانان و مسیحیان.
- ۲۰۰۵ Esma Redzepova (جمهوری مقدونیه) برای دفاع از مردم روم (کولی‌ها).
- ۲۰۰۶ هرانت دینک روزنامه‌نگار ارمنی، سردبیر هفته‌نامه آگوس(استانبول).
- ۲۰۰۷ آدونیس (علی احمد سعید اسبر) شاعر سوری.
- ۲۰۰۸ Ola Larsmo، نویسنده سوئدی.
- ۲۰۰۹ گریگوری پومرنتز و زینایدا میرکینا، فیلسوفان و نویسندگان روسی.
- ۲۰۱۰ میلان ریچر (اسلاوی) و اینار مار گوموندسون (ایسلندی) نویسنده.
- ۲۰۱۱ Ola Didrik Saugstad و Marte Wexelsen Goksøyr.[۱]
- ۲۰۱۲ اسقف Wojoud Mejalli ,Thomas of al-Qusiyya and Mair و David Zonsheine فعالان حقوق بشر از مصر، یمن و اسرائیل.
- ۲۰۱۳ یاشار کمال، نویسنده ترکی.[۲]
- ۲۰۱۴ کرستین سولبرگ، نویسنده و روزنامه‌نگار نروژی.[۳]
- ۲۰۱۵ ادوارد اسنودن، افشاگر.[۴]

این جایزه در پاییز هر سال در سمینار سالانه خانهٔ بیورنسون مولدا اهدا می‌شود.